# Пиу, Дионисия
Дионисия да Консейсау Селеста Пиу (порт. Dionisia da Conceicao Celeste Pio; род. 10 февраля 1977) — ангольская гандболистка, полевой игрок. Участница летних Олимпийских игр 2004 года, чемпионка Африки 2004 года.

## Биография
Дионисия Пиу родилась 10 февраля 1977 года.
Играла в гандбол за португальский «Жил Эанеш Лагуш», в 2004 году перешла в испанский «Феррабус».
В 2004 году вошла в состав женской сборной Анголы по гандболу на летних Олимпийских играх в Афинах, занявшей 9-е место. Играла в поле, провела 5 матчей, забросила 14 мячей (по пять в ворота сборных Испании и Южной Кореи, три — Франции, один — Греции).
В том же году завоевала золотую медаль чемпионата Африки в Египте.